# Chiquilines
Chiquilines es una película de Argentina filmada en colores dirigida por Mario A. Mittelman sobre su propio guion según los cuentos Enroscado, de Antonio Di Benedetto y Un muchacho sin suerte, de Álvaro Yunque que se estrenó el 14 de marzo de 1991 y que tuvo como actores principales a Golde Flami, Ana María Casó, Lucrecia Capello y Walter Soubrié.

## Sinopsis
Dos episodios en los que la historia gira en torno a la actitud de un niño ante la muerte de su madre: en uno el niño se aísla y en otro va a vivir con sus abuelos mendigos.

## Reparto
- Javier Drogo
- Sergio Castaño
- Golde Flami
- David Edery
- Luis María Mathé
- Ana María Casó
- Lucrecia Capello
- Enrique Alonso
- Walter Soubrié
- Manuel Vicente
- Silvana Silveri
- María del Carmen Sánchez
- Gloria Lopresti
- Gloria Ugarte
- Liliana Sánchez

## Comentarios
Amadeo Lukas en La Prensa escribió que la película era:

«Desafortunada.»

O.D. en El Cronista Comercial dijo:

«Mittelman filma con seriedad pero es notoria la falencia de un estilo narrativo claro e interesante.»

Manrupe y Portela escriben:

«Fallido intento de cine social con una actuación sorprendente de Golde Flami»